# Таксим — Кабаташ (фунікулер)
Лінія фунікулеру F1 Таксим — Кабаташ (тур. F1 Taksim–Kabataş füniküler hattı) — підземний фунікулер у європейській частині Стамбулу. Будувався з 27 вересня 2003 до 30 червня 2006 року австрійською фірмою Doppelmayr. Оператор-перевізник — IETT.
Фунікулер з'єднує приморський район Кабаташ з площею Таксим, в районі Бейоглу. Траса довжиною 558,49 м, перепад висот 74.95 м між двома станціями. Найбільший нахил 22.19 %. Час подорожі становить 110 секунд. Поїзд має 375 місць. За годину здатен перевезти 7500 осіб.
На станції Таксим є пересадка на однойменну станцію метро M2 та на Ностальгічний трамвай (Nostaljik Tramvay) (лінія T2) прямуючого за маршрутом Таксим — Тюнель й на численні автобусні маршрути. На станції Кабаташ є пересадка на Лінію Т1 прямуючого за маршрутом Кабаташ — Еміньоню — Вокзал Сіркеджі — Аксарай (Aksaray) — Зейтинбурну (Zeytinburnu) — Багджилар (Bağcılar). Декілька автобусних маршрутів.